# Marapoama
Marapoama is een gemeente in de Braziliaanse deelstaat São Paulo. De gemeente telt 2.780 inwoners (schatting 2009).

## Aangrenzende gemeenten
De gemeente grenst aan Elisiário, Itajobi en Urupês.